# Bečice
Bečice är en ort i Tjeckien.   Den ligger i regionen Södra Böhmen, i den centrala delen av landet, 100 km söder om huvudstaden Prag. Bečice ligger 447 meter över havet och antalet invånare är 104.
Terrängen runt Bečice är platt. Runt Bečice är det ganska glesbefolkat, med 38 invånare per kvadratkilometer. Närmaste större samhälle är Týn nad Vltavou, 5,9 km väster om Bečice. Trakten runt Bečice består till största delen av jordbruksmark.